# Феручо Ламборгини
Феручо Ламборгини (итал. Ferruccio Lamborghini; Ченто, 28. април 1916 — Перуђа, 20. фебруар 1993) био је италијански дизајнер аутомобила, проналазач, механичар, инжењер, винар, индустријалац и предузетник. Године 1963. основао је Lamborghini, произвођача врхунских спортских аутомобила.